# Vlag van Dagestan
De vlag van Dagestan is een driekleur in de kleurencombinatie groen-blauw-rood. Groen symboliseert het leven en de overvloed van het land Dagestan en is ook de kleur van de islam, de dominante religie in de regio. Lichtblauw is de kleur van de Kaspische Zee, die de republiek in het oosten begrenst. Het symboliseert ook schoonheid en de grootsheid van het volk. Rood staat voor democratie, de educatieve kracht van de menselijke rede tijdens het creëren van het leven, maar ook voor de moed en dapperheid van de mensen in de bergachtige regio.
De vlag werd aangenomen op 26 februari 1994, waarbij opgemerkt moet worden dat de hoogte-breedteverhouding toen 1:2 was. Deze ratio werd op 19 november 2003 veranderd in 2:3.

## Historische vlaggen
Dagestan heeft in zijn periode als deelrepubliek van de Russische Sovjetrepubliek een aantal verschillende vlaggen gehad:

Vlag van Dagestan, 1925-1927
Vlag van Dagestan, 1927-1954
Vlag van Dagestan, 1954-1992